# Porta della Muda
La Porta della Muda (Vrata Muda in sloveno) è l'unica porta cittadina superstite delle dodici che cingevano la cittadina slovena di Capodistria. Il suo nome richiama la gabella o muda che vi veniva riscossa per entrare in città.

## Storia e descrizione
La porta, che si affacciava sull'unica strada che collegava Capodistria alla terraferma, fu costruita nel 1516 per volontà del podestà Sebastiano Contarini. Per simboleggiare il potere della Repubblica le autorità veneziane optarono per una struttura che richiamasse un arco di trionfo. Ai lati dell'arco due teste di leone simboleggiano la forza di Venezia mentre nella parte superiore due soli splendenti richiamano lo stemma cittadino.